# Stănuleasa (gmina Sâmburești)
Stănuleasa – wieś w Rumunii, w okręgu Aluta, w gminie Sâmburești. W 2011 roku liczyła 330 mieszkańców.